# Decreto-Lei Federal do Brasil 3199 de 1941
O Decreto Federal do Brasil n.º 3 199 de 14 de abril de 1941 foi um decreto-lei brasileiro que estabeleceu as bases de organização e regulamentação do esporte no Brasil. Expedido durante o governo de Getúlio Vargas, o decreto reestruturou sistema esportivo nacional, criando mecanismos de gestão, fiscalização e fomento às práticas esportivas em todo o país. O texto, que vigorou de 1941 a 1979 no país, refletia a visão do Estado Novo sobre o esporte como ferramenta de educação física, moral e cívica da população, além de instrumento de promoção da identidade nacional.
Na prática, a nova legislação executiva institui o Conselho Nacional de Desportos (CND), bem como Conselhos Regionais de Desportos em cada estado e território da União, que colaboram com o CND e atuam como órgãos consultivos locais. Além disso, organizou a estrutura esportiva nacional em confederações (entidades máximas de direção dos esportes), federações (órgãos de direção nos estados e territórios), ligas e associações desportivas (entidades básicas de prática e ensino dos esportes). O texto também discorreu sobre questões como a participação em competições internacionais, a construção de praças esportivas, subvenções governamentais, isenções fiscais para entidades esportivas, a proibição de lucro em entidades desportivas, a nacionalização de técnicos estrangeiros, a criação de associações de árbitros e a prática esportiva feminina. No caso deste, limitou severamente a prática feminina do desporto no Brasil.

## Principais Disposições
O Decreto-Lei nº 3.199/1941 estruturou o esporte brasileiro em uma hierarquia de entidades, definindo suas atribuições e responsabilidades. Entre suas principais disposições, destacam-se:
1. Criação do Conselho Nacional de Desportos (CND)
  - Órgão máximo de gestão do esporte no país, vinculado ao Ministério da Educação e Saúde.
  - Composto por cinco membros nomeados pelo Presidente da República.
  - Responsável por orientar, fiscalizar e incentivar a prática esportiva em todo o território nacional.
2. Instituição dos Conselhos Regionais de Desportos
  - Órgãos estaduais e territoriais que atuavam em colaboração com o CND.
  - Responsáveis por supervisionar e promover o esporte em suas respectivas regiões.
3. Organização Hierárquica do Esporte
  - Confederações: entidades máximas de direção dos esportes nacionais, especializadas por modalidade ou grupo de modalidades.
  - Federações: responsáveis pela organização dos esportes em cada estado ou território, filiadas às confederações.
  - Ligas e Associações Desportivas: entidades locais que promoviam a prática e o ensino dos esportes.
4. Regulamentação do Amadorismo e Profissionalismo
  - Incentivo ao amadorismo como prática educativa.
  - Fiscalização rigorosa do profissionalismo, visando mantê-lo dentro de princípios éticos e morais.
5. Participação em Competições Internacionais
  - O CND era responsável por autorizar e fiscalizar a participação de delegações brasileiras em eventos esportivos internacionais.
6. Incentivos Fiscais e Subvenções
  - Isenção de impostos para entidades esportivas filiadas ao CND.
  - Subvenções governamentais para a manutenção e desenvolvimento de atividades esportivas.
7. Proteção ao Esporte
  - Estímulo à construção de praças esportivas.
  - Promoção de seguros para atletas contra acidentes.
8. Restrições e Diretrizes
  - Proibição de lucro em entidades esportivas.
  - Exigência de que as diretorias das entidades fossem majoritariamente compostas por brasileiros natos ou naturalizados.

### Reestruturação das federações desportivas
O Decreto-Lei nº 3.199/1941 estabelece uma estrutura hierárquica para a organização dos esportes no Brasil, e as federações desempenham um papel central nesse sistema. As federações são entidades responsáveis pela direção e organização dos esportes em cada unidade territorial do país, ou seja, nos estados, no Distrito Federal e nos territórios. Elas são filiais das confederações, que são as entidades máximas de direção dos esportes em nível nacional. As federações atuam como intermediárias entre as confederações e as associações e ligas esportivas locais.
As federações podem ser "especializadas" (quando se dedicam a um único esporte, por exemplo, uma federação de futebol) ou "ecléticas" quando administram dois ou mais esportes (por exemplo, uma federação que gerencia futebol, basquete e vôlei). No futebol, por exemplo, cada estado pode ter sua federação estadual (como a Federação Paulista de Futebol), que organiza os campeonatos locais. Em esportes menos populares no país, as federações ecléticas podem administrar múltiplas modalidades, garantindo que mesmo esportes com menor adesão tenham uma estrutura organizacional.
Para que uma federação seja criada, é necessário que existam pelo menos três associações desportivas praticando o mesmo esporte na região. Essas associações ficam sob a direção da federação correspondente. Caso haja apenas uma ou duas associações praticando um esporte em uma região, elas devem se filiar a uma federação já existente até que seja possível criar uma federação específica para aquele esporte.
As federações têm como principais funções:
- Organizar e supervisionar as competições esportivas em sua área de atuação.
- Fiscalizar as associações e ligas filiadas, garantindo que sigam as regras e diretrizes estabelecidas pelas confederações e pelo Conselho Nacional de Desportos (CND).
- Promover o desenvolvimento dos esportes em sua região, incentivando a prática amadora e profissional.
- Representar os interesses das associações e ligas locais perante as confederações e o CND.

As federações estão diretamente vinculadas ao Conselho Nacional de Desportos, que exerce supervisão sobre suas atividades. Os estatutos das federações, bem como suas reformas, precisam ser aprovados pelo CND, que também pode intervir em caso de irregularidades ou conflitos.
- Cada federação deve ter um regimento interno que define sua organização, competências e funcionamento.
- As federações são compostas por representantes das associações e ligas filiadas, e suas decisões são tomadas em assembleias ou conselhos.
- Elas devem manter uma relação próxima com os conselhos regionais de desportos, que atuam como órgãos consultivos dos governos estaduais e municipais.

### Impactos para as mulheres
O artigo 54 do Decreto-Lei 3 199 apontava incompatibilidade da "natureza feminina" com alguns esportes, proibindo, assim, a prática dos mesmos pelas mulheres.

Às mulheres não se permitirá a prática de desportos incompatíveis com as condições de sua natureza, devendo, para este efeito, o Conselho Nacional de Desportos (CND) baixar as necessárias instruções às entidades desportivas do país.— Decreto-Lei Federal n. 3 199, art. 54.
Em 2 de agosto de 1965, durante a ditadura militar, a Deliberação n.º 7, assinada pelo General Eloy Massey Oliveira de Menezes, presidente do Conselho Nacional de Desportos, delimitou a linha que segregava o esporte feminino brasileiro.

Não é permitida [à mulher] a prática de lutas de qualquer natureza, do futebol, futebol de salão, futebol de praia, polo aquático, polo, rugby, halterofilismo e baseball— Deliberação n. 7 do Conselho Nacional de Desportos.
Mesmo com este decreto-lei em vigor, há notícias de algumas práticas do esporte feminino, como, por exemplo, o Araguari Atlético Clube, sendo considerado o primeiro clube do Brasil a formar um time de futebol feminino. Em meados de 1958, este clube selecionou 26 meninas para um jogo beneficente para auxiliar na reforma do Grupo Escolar Visconde de Ouro Preto, em Araguari, Minas Gerais. A escola também estava organizando o natal das crianças carentes. A ideia de montar o time partiu do diretor de comunicação e sócio-fundador do Araguari Atlético Clube, Ney Montes, que através das rádios onde trabalhava de comentarista esportivo e locutor, anunciou a peneira no clube, e as garotas que tinham entre 12 a 17 anos foram treinadas e acompanhadas pela equipe técnica do time oficial masculino. A primeira partida, que foi em 19 de dezembro de 1959, foi um sucesso. O sucesso desta partida foi tão grande, que a revista O Cruzeiro fez matéria de capa sobre o acontecimento, pois até então, partidas femininas só ocorriam em circos ou em quadras de futsal. Com esta divulgação, houve, nos meses seguintes, vários jogos do time feminino do Araguari em cidades de Minas Gerais (Belo Horizonte inclusive) e também em Goiânia e Salvador. Em meados de 1959, a equipe feminina do Araguari foi desfeita, por pressão dos religiosos de Minas Gerais.
Em 1967, Asaléa de Campos Micheli, mais conhecida por Léa Campos, foi a primeira mulher a terminar um curso de arbitragem no futebol. O Decreto-Lei 3 199 proibia as mulheres apenas de jogarem, mas não faziam menção sobre arbitragem. Essa brecha foi o que garantiu a Léa o direito de participar do curso de árbitros em Minas Gerais, feito no Departamento de Futebol Amador da Federação estadual mineira. Em entrevista ao programa televisivo Esporte Espetacular, da Rede Globo, em 2007, ela informou que não pode participar sequer da formatura do curso, por represálias machistas.